# Libra de Lewes
Libra de Lewes, ou Lewes Pound, é uma moeda alternativa lançada pela cidade de Lewes, em East Sussex, Inglaterra, para estimular a economia local a partir do conceito das Cidades em Transição.

## Visão geral
A proposta da libra de Lewes não é substituir a Libra esterlina corrente no Reino Unido. Trata-se de uma moeda alternativa focalizada em três aspectos:
- Economia: Através do estímulo ao comércio local.
- Meio-ambiente: Incentivando os negócios locais, a demanda por transportes é reduzida, minimizando as emissões de carbono.
- Social: O incentivo ao comércio local fortalece as relações comunitárias e proporciona a criação de novas iniciativas.

A moeda atual não é uma iniciativa totalmente inédita, onde tinha o exemplo da Libra de Totnes, e inclusive tendo sido parcialmente inspirada numa moeda local que chegou a circular entre 1789 e 1895.

## Funcionamento
A Libra de Lewes está disponível em notas de 1, que equivalem a uma Libra Esterlina e pode ser trocadas em pontos credenciados e utilizadas em cerca de 120 estabelecimentos participantes da iniciativa. Em uma primeira etapa, 10 mil libras de Lewes foram colocadas no mercado.